# کوتسلیروو
کوتسلیروو (به چکی: Koclířov) یک منطقهٔ مسکونی در جمهوری چک است که در ناحیه سویتاوی واقع شده‌است. کوتسلیروو ۱۷٫۳ کیلومتر مربع مساحت و ۶۹۳ نفر جمعیت دارد و ۵۰۲ متر بالاتر از سطح دریا واقع شده‌است.